# Západoněmecká liga ledního hokeje 1948/1949
Sezóna 1948/1949 byla historicky 1. sezonou Západoněmecké ligy ledního hokeje. Prvním mistrem Západního Německa se stal tým EV Füssen.

## Tabulka
| Poř | Tým             | Z  | V | R | P | Skóre | B     |
| --- | --------------- | -- | - | - | - | ----- | ----- |
| 1.  | EV Füssen (M)   | 10 | 8 | 1 | 1 | 51:24 | 17: 3 |
| 2.  | Preußen Krefeld | 10 | 8 | 0 | 2 | 37:21 | 16: 4 |
| 3.  | SC Riessersee   | 8  | 5 | 0 | 3 | 33:26 | 10: 6 |
| 4.  | VfL Bad Nauheim | 9  | 3 | 0 | 6 | 25:41 | 6 :12 |
| 5.  | HC Augsburg     | 10 | 2 | 1 | 7 | 18:35 | 5 :15 |
| 6.  | Kölner EK       | 7  | 0 | 0 | 7 | 11:37 | 0 :14 |